# La Sal
La Sal é uma região censo-designada localizada no estado norte-americano de Utah, no Condado de San Juan.

## Demografia
Segundo o censo norte-americano de 2000, a sua população era de 339 habitantes.

## Geografia
De acordo com o United States Census Bureau tem uma área de
119,1 km², dos quais 118,7 km² cobertos por terra e 0,4 km² cobertos por água.

## Localidades na vizinhança
O diagrama seguinte representa as localidades num raio de 52 km ao redor de La Sal.